# Маликов, Илья Антонович
Илья Антонович Маликов (1921—1990) — участник Великой Отечественной войны, Герой Советского Союза.

## Биография
Илья Антонович Маликов родился 4 августа 1921 года в селе Истобное (сейчас оно находится в Чаплыгинском районе Липецкой области). Русский В 1937 году он окончил 7 классов школы в селе Буховое, до 1938 года жил в посёлке Истомкино (сейчас входит в городскую черту Ногинска), далее работал на заводе «Электросталь» в одноимённом городе. В 1939 году Илья Антонович Маликов окончил Ногинский аэроклуб, а в апреле 1940 года был призван в армию.
В январе 1941 года Илья Антонович Маликов окончил военную авиационную школу лётчиков в городе Кировабад (ныне Гянджа, Азербайджан). После начала войны, в июне-августе 1941 года он был лётчиком 11-го смешанного авиационного полка Юго-Западного фронта, участвовал в оборонительных боях за Советскую Украину. С декабря 1941 года Илья Антонович Маликов — лётчик 128-го бомбардировочного авиационного полка Калининского фронта.
29 августа 1942 года, во время выполнения боевого задания в районе города Ржев, самолёт Ильи Антоновича Маликова был поражён снарядом зенитного орудия. Сам Маликов был тяжело ранен, но смог довести самолёт до советского тыла и посадить его без шасси, после чего потерял сознание. В госпитале ему была сделана операция по ампутации ноги. В мае 1943 года Илья Антонович вернулся в свой полк и начал летать на самолёте У-2, но выполнял лишь технические (связные) полёты. В июле 1943 года он добился разрешения продолжить боевые вылеты на бомбардировщике Пе-2. Был старшим лётчиком, командиром звена 128-го бомбардировочного авиационного полка, сражался на Центральном, Белорусском и 1-м Белорусском фронтах. Участвовал в Курской битве, битве за Днепр, освобождении Белоруссии и Польши, Берлинской операции. Всего за время войны совершил 96 боевых вылетов на Пе-2 (из них 66 — после ампутации ноги), и около 100 вылетов на самолёте У-2. За мужество и героизм, проявленные в боях, Указом Президиума Верховного Совета СССР от 15 мая 1946 года старшему лейтенанту Маликову Илье Антоновичу присвоено звание Героя Советского Союза с вручением Ордена Ленина и медали «Золотая Звезда».
После войны Илья Антонович Маликов продолжал службу в Группе советских войск в Германии, с 1946 года ушёл в отставку, жил в Кемерове, затем в Невинномысске. В 1975 году Маликову было присвоено звание «капитан». Умер 18 мая 1990 года, был похоронен в Невинномысске. На доме, где он жил, установили мемориальную доску.